# سیارک ۵۹۶

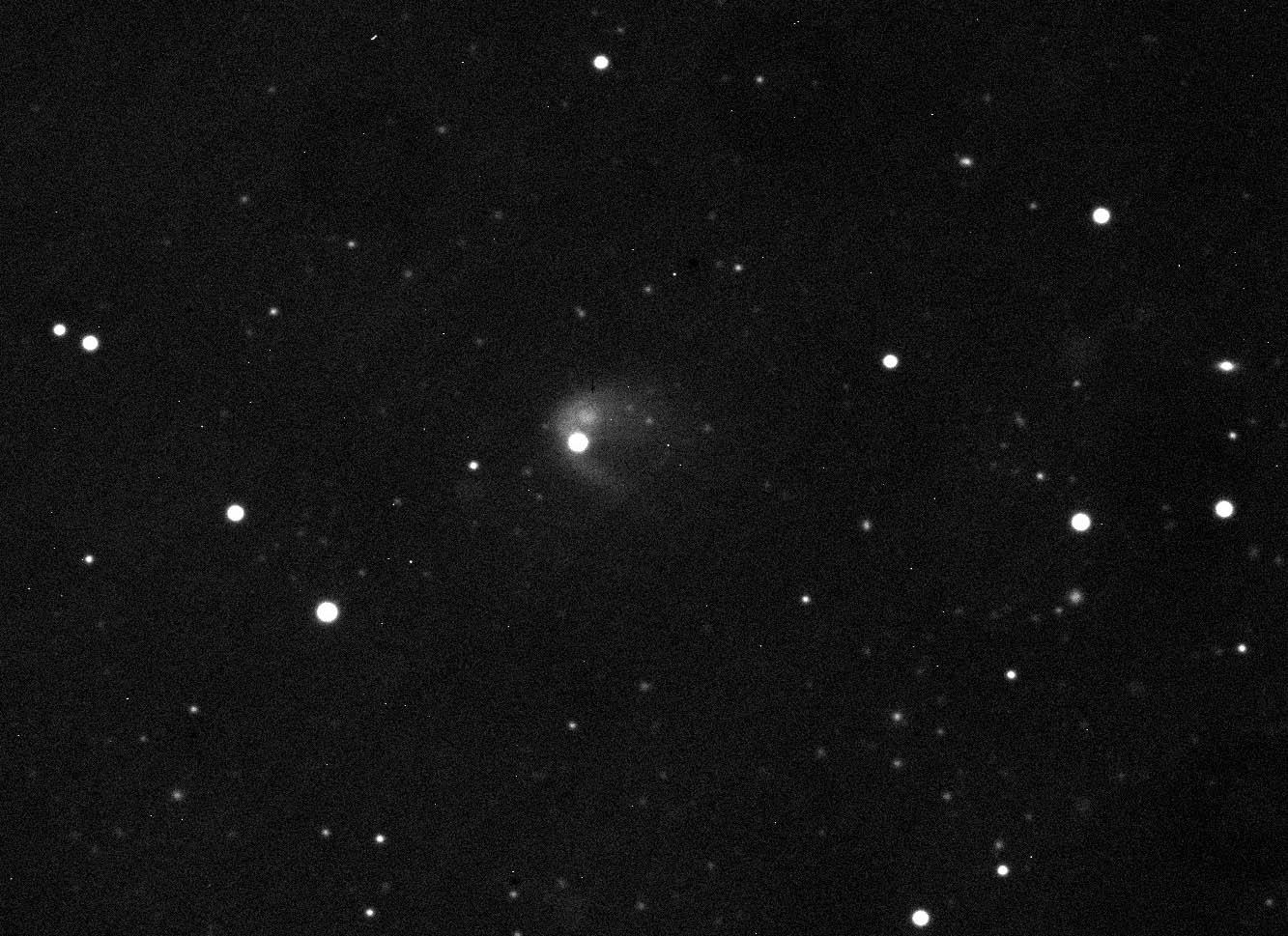
نمایی از سیارک «۵۹۶ شیلا» در حال طغیان. عکس در پنج‌دقیقه‌ با تلسکوپ ۲۴اینچی - ۲۰۱۰

سیارک ۵۹۶ (به انگلیسی: 596 Scheila، نامگذاری:1906UA) پانصد و نود و ششمین سیارک کشف شده‌است که در ۲۱ فوریه ۱۹۰۶ و در هایدلبرگ کشف شد.
قدر مطلق سیارک برابر ۸٫۹۰ است.